# Glanmire

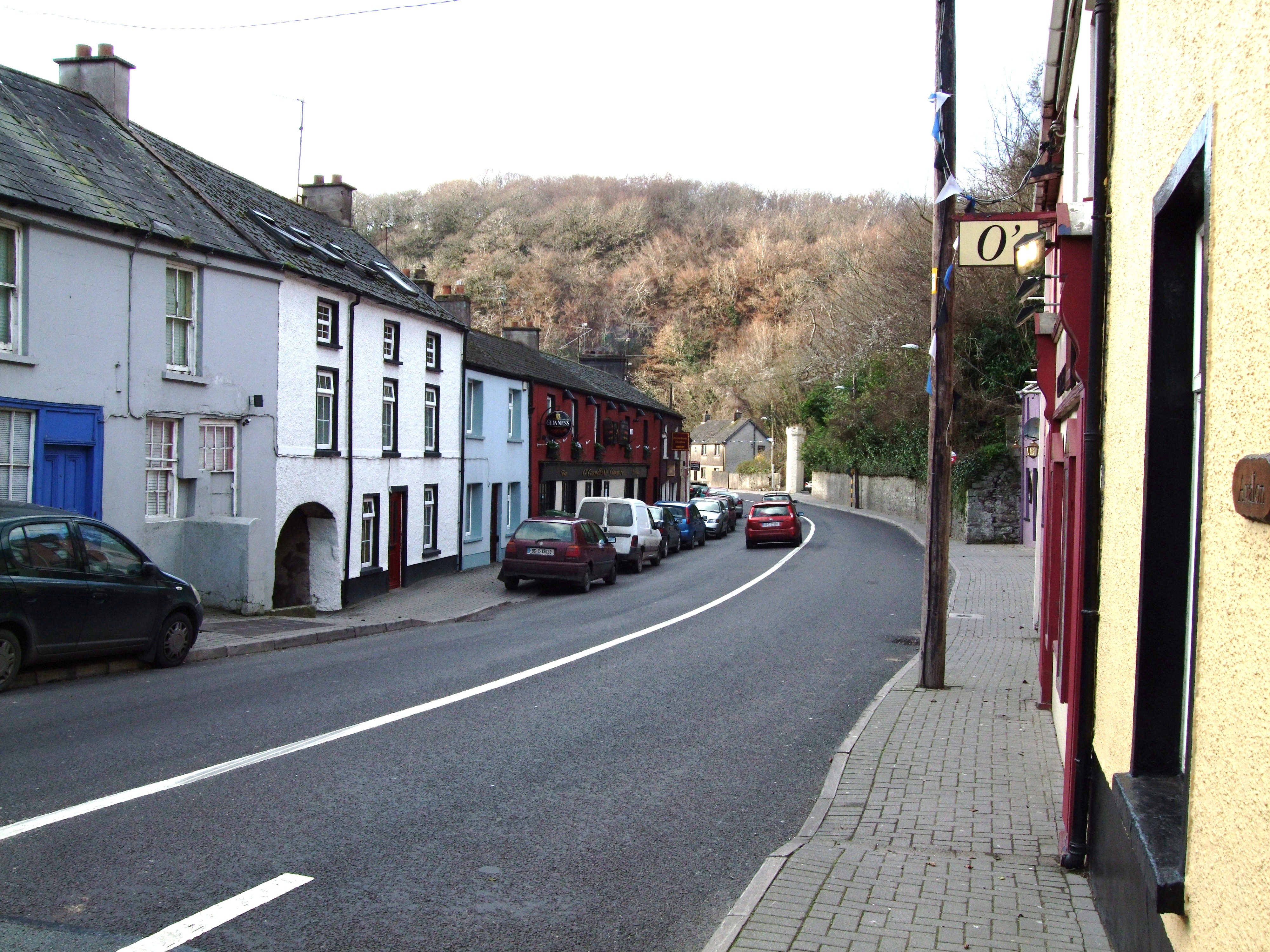
Glanmire

Glanmire (iriska: Gleann Maghair) är en stad belägen strax utanför Cork i grevskapet Cork på Irland. Staden har cirka 40 000 invånare och växer kraftigt eftersom flera nya bostadshus byggs. Regionen Glanmire bildades efter en sammanslagning av byar och samhällen, däribland Glanmire, Riverstown, Brooklodge, Glyntown, Copper Valley och Sallybrook. 